# Julinčino údolí
Julinčino údolí (německy Julienthal) je údolí v okrese Rychnov nad Kněžnou a Podorlické pahorkatině.

## Poloha
Hluboce zaříznuté údolí dlouhé 3,5 - 4 kilometry je vymezeno jižním koncem zástavby obce Říčky v Orlických horách, kterou tvoří stejnojmenná osada, a kamenným mostem na silnici II/310 v osadě Hamernice. Od Říček vede údolí nejprve jižním směrem načež se při obcházení masívu Novákova kopce stáčí postupně až do severozápadního směru. V závěru se obrací do směru jihozápadního. V uvedeném směru dno údolí klesá z nadmořské výšky 590 metrů do 500 metrů. Pouze malá část v horní pasáži údolí náleží do katastrálního území Říček, zbytek přináleží k Rokytnici v Orlických horách.

## Geomorfologické zařazení
Horní konec údolí se sice nachází bezprostředně pod svahy Orlických hor, geomorfologicky ale spadá do Podorlické pahorkatiny, konkrétně do podcelku Žamberská pahorkatina, okrsku Rokytnická pahorkatina a podokrsku Pěčínská vrchovina

## Vodstvo
Osu Julinčina údolí tvoří horský potok Říčka, který sem přitéká ze svahů Orlických hor. Během cesty údolím se do něj vlévá několik menších bezejmenných potoků odvodňujících přilehlé svahy. Jediným významnějším přítokem je Anenský potok, který přitéká zleva z úbočí Anenského vrchu.

## Vegetace
Souvislý lesní porost přilehlých svahů je rozrušen několika pasekami. Na dně se nachází dvojice nevelkých lučních enkláv. První v horním zakončení údolí, druhá pak v levém zákrutu asi 600 metrů nad zakončením dolním. Julinčino údolí se v celé své délce nachází na území CHKO Orlické hory.

## Komunikace a turistické trasy
Osou údolí je vedena neveřejná lesní cesta vhodná pro jízdu běžných automobilů, která je sledována modře značenou turistickou trasou 1848 spojující hřeben Orlických hor s městem Vamberk. Cesta ústí na silnici II/310 spojující Rokytnici v Orlických horách a Deštné v Orlických horách, která křižuje údolí v jeho dolním zakončení. Zde se nachází autobusová zastávka.

## Stavby
V prostoru výše zmíněných lučních enkláv se nachází několik roubených horských chalup, v blízkosti dolního zakončení pak dětský tábor. Za zmínku stojí ještě kamenný most po kterém překonává tok Říčky silnice II/310.